# Najba
Il Najba (in russo Найба?) è un fiume dell'Estremo Oriente russo nell'isola di Sachalin. Attraversa il distretto urbano della città di Dolinsk, nell'oblast' di Sachalin, e sfocia nel mare di Ochotsk.
Il fiume ha origine dalla cresta Šrenka nel sistema dei monti Sachalinskie occidentali. La direzione generale della corrente è verso sud-est, solo nel tratto inferiore gira verso nord e sfocia nel mare di Ochotsk. La sua lunghezza è di 119 km, l'area del bacino è di 1 660 km². Il suo maggior affluente è il Bol'šoj Takoj (lungo 59 km) proveniente dalla destra idrografica.